# Batman: Arkham City
Batman: Arkham City är ett actionspel utvecklat av Rocksteady Studios och gavs ut av Warner Bros. Interactive Entertainment till Playstation 3, Xbox 360 och Microsoft Windows under hösten 2011. En Wii U- och Mac OS-version av spelet utvecklades och gavs ut mellan november och december 2012. 
Spelet är baserad kring DC Comics' superhjälte Batman, och är uppföljaren till Batman: Arkham Asylum från 2009. En uppföljare till spelet, med titeln Batman: Arkham Knight, gavs ut under oktober 2014. En prequel till spelen, med titeln Batman: Arkham Origins, gavs ut i oktober 2013.

## Synopsis
Spelet utspelar sig ett år efter händelserna i Batman: Arkham Asylum, och som tar sin början med skapandet av ett nytt superfängelse, Arkham City, i hjärtat av Gotham City under Hugo Strange och borgmästare Quincy Sharps översyn. Varenda fånge från "Blackgate Penitentiary" och "Arkham Asylum" tvingas in i gettot med endast en regel att följa; försök inte att fly. Kaos utbryter i Arkham City med stora gängkrig och varje fånge tvingas kämpa för sitt liv. Bruce Wayne (Batman) börjar snabbt att motarbeta Hugo Strange, vilket kulminerar i att Wayne själv ger sig in i politiken och kidnappas av Hugo Stranges egen specialstyrka, TYGER. Batman måste nu försöka få ett slut på konflikterna och ta reda på vad som egentligen försiggår bakom Arkham Citys murar.

## Handling
En presskonferens i protest mot Arkham City, hållen av multimiljonären Bruce Wayne, får ett abrupt slut då soldater från TYGER under direktör Hugo Stranges order griper in och anhåller Wayne. Han förhörs därefter av Strange som avslöjar att han är medveten om Waynes alias Batman och med honom nu bakom Arkham Citys murar är alla brickor i spelet utsatta då Stranges plan Protocol 10 kan sättas till verket. Strange berättar att nedräkningen på tio timmar har börjat innan han för in Wayne till själva gettot under alla fångarnas nåd. Där får han ett välkomnande av sin fiende och rival Penguin som Wayne dock lyckas övermanna innan han tar sin tillflykt mot hustaket där hans butler Alfred förser honom med Batmandräkten och utrustning. 
Wayne, nu i rollen som Batman, bestämmer sig för att ta reda på vad som försiggår i Arkham City och för att rädda Catwoman från att bli avrättad av Two-face, då hon kanske kan förse Batman med information om vad Protocol 10 går ut på. Efter att ha lyckats rädda Catwoman undkommer hon med nöd och näppe ännu ett mordförsök efter att Jokern avlossat ett skott mot henne i ett försök att få Batmans uppmärksamhet. Då Catwoman vet lika lite som Batman om vad Protocol 10 handlar om bestämmer han sig för att gå efter Jokern för att ta reda på vad Protocol 10 innebär och om ryktena om att samarbete mellan Jokern och Stranges är sanna. Batman spårar skottet till en närliggande kyrka där han möts av Harley Quinn och några av Jokerns mannar som tillfångatagit de läkare som hållit till där. Batman lyckas rädda läkarna, men Quinn lyckas fly med en av dem. Efter att ha undersökt kyrktornet, som visar sig vara en fälla riggad med bomber, fortsätter Batman sin jakt på Jokern och spårar honom till hans eget territorium vid stålverket. 
Batman räddar den tillfångatagna läkaren som avslöjar att Jokern söker hjälp med att bota en sjukdom han dragit på sig efter användandet av Titan vid händelserna på Arkham Asylum ett år tidigare. Batman konfronterar Jokern som genom att spela död lyckas tillfångata sin ärkefiende och injicerar sitt smittade blod i hans arm. Jokern förklarar att han är döende på grund av sjukdomen och därför försökt få hit Batman för att hjälpa honom att hitta ett botemedel samt använda honom att ta ut sina konkurrenter i Arkham City. Mr. Freeze var tidigare utpressad av Jokern att tillverka ett botemedel innan han blev tillfångatagen av clownens rival, Penguin, med hjälp av Hugo Strange som spelar ut skurkarna mot varandra. Jokern behöver nu Batmans hjälp i att få tag på Mr. Freeze och botemedlet och ger honom inget annat val då Batman själv nu är smittad, liksom alla de människor i alla de sjukhus dit Jokern skeppat sitt förgiftade blod. Jokern avslöjar dessutom att han aldrig hört talas om Protocol 10 vilket Batman nu får lägga åt sidan tills han hittat botemedlet. 
Efter en lång jakt lyckas Batman lokalisera Mr. Freeze i Penguins tillhåll det naturhistoriska museet där Penguin låter honom slåss för sin överlevnad i sin gladiator ring. Batman lyckas rädda Mr. Freeze samt de tillfångatagna poliserna där innan han konfronterar Penguin som släpper lös sitt monster Solomon Grundy. Batman tvingas kämpa en svår strid innan han till sist besegrar Grundy och tillfångatar Penguin. Efteråt avslöjar Mr. Freeze att botemedlet inte går att skapa då det bryts ner över tiden och att det skulle krävas blod från någon som levt hundratals år för att tillverka det. Batman ser Ra's al Ghul som en möjlighet och spårar denne via en ninja under hans tjänst som hållits fången hos Penguin men nu brutit sig fri. 
Jakten tar honom via kloakerna ner till en underjordisk stad under namnet Wonder City som skapades av Ra's men för länge seden såg sin undergång efter invånarnas stora användning av kemikalien Lazarus. I Wonder City möts Batman av Ra's dotter Talia som avslöjar att Ra's är svårt sjuk och i behov av en ersättare för vilken Batman skulle passa perfekt. Batman antar utmaningen för att ta rollen som överhuvud för deras organisation då det är enda sättet att kunna nå Ra's och ta hans blod. Batman får ta del av Lazarus för att fördröja det svåra effekterna av Titan-sjukdomen och utsätts för starka hallucinationer. Efter att ha klarat utmaningen konfronterar han Ra's som avslöjar att hans sista prov är att ta hans liv för att ersätta honom. Batman gör klart att han inte tänker bryta sin kodex och ta ett liv utan bara ville komma i kontakt med Ra's som i ursinne tar Lazarus för att tillfriskna och utmanar Batman, som lyckas besegra Ra's och tar av hans blod och lämnar med ett hot om att inte försöka sig på något ont igen.
På vägen tillbaka till ytan får Batman se prov på Hugo Stranges korrupta skötsel av Arkham City då han förser de stora gängen med vapen för deras strid över kontroll av gettot samt avslöjar att självaste borgmästare Sharp nu gjort sitt inträde i Arkham City. Batman lyckas rädda Sharp som berättar att han och Strange hade mäktiga vänner som hjälpte dem att godkänna byggandet av Arkham City och få dem i kontroll över Gotham. Batman fortsätter till Mr. Freeze med Ra's blod som lyckas tillverka ett botemedel. Freeze låser dock in det utom Batmans räckhåll och ställer ett ultimatum där Batmans måste hjälpa honom att rädda hans fru Nora från Joker i utbyte mot botemedlet. Batman konfronterar Freeze och lyckas besegra honom för att finna botemedlet stulit under tiden de slogs av Harley Quinn som nu för det till Joker.
Batman tar sig till stålverket för att finna en frisk Joker hålla ett tal för sina mannar i förberedelse för ett flyktförsök med hjälp av de vapnen Strange försett dem med. Trots hans uppenbara välmående hittar Batman Quinn fastbunden vilket tyder på att något gått snett på vägen. Batman möter till sist Joker och ber om botemedlet men tvingas istället slåss mot sin ärkefiende. Deras uppgörelse får ett abrupt slut när nedräkningen för Protocol 10 nått sitt slut och Strange sätter sin plan till verket. Genom de vapnen han försett fångarna med har han nu förklarat Arkham City en fara för Gotham och fått statsrådets godkännande att ödelägga Arkham City och dess invånare innan det går utom kontroll. Stranges armada av helikoptrar sveper över gettot där han via sin plan fått tillåtelse att utrota all Gothams kriminalitet i ett enda drag. Då de avfyrar sina missiler mot stålverket faller taket ner och Batman hamnar under spillrorna under Jokers nåd. Talia anländer och erbjuder Joker källan till Lazarus i utbyte mot Batmans liv. Joker går med på det och lämnar tillsammans med Talia som aktiverar en sändare för Batman att förfölja dem.
Med hjälp från Catwoman kommer Batman loss från spillrorna och ställs nu inför ett val om att antingen följa Joker för att rädda sin älskade Talia, eller stoppa Strange och Protocol 10 för att rädda alla hundratals fångar. Det krävs övertalning från både Alfred och Oracle innan Batman tvingas ta det svåra valet att överge Talia och istället stoppa Strange. Han börjar klättra uppför Wonder Tower där Strange håller till och stänger av Protocol 10 framför Stranges ögon. Plötsligt anländer Ra's till tornet och överraskar Strange genom att sticka svärdet i honom för hans misslyckande att stoppa Batman. Ra's avslöjar att han och hans organisation legat bakom Stranges projekt hela tiden med utlovandet att han skulle få ta Ra's plats som överhuvud. Ra's påpekar dock att Batman än en gång visat sig värdigare och att Strange och Arkham City misslyckats. Strange utlöser i hämnd Protocol 11 vilket får hela tornet att explodera där Batman lyckas glida till säkerhet medan Ra's faller till sin död. 
Med Protocol 10 avklarat vänder Batman åter sin uppmärksamhet till Joker som nu håller Talia som gisslan i teatern ovanför Lazarus källan. Batman konfronterar sin ärkefiende som avslöjar sin villfarelse då den friska Joker visar sig vara Clayface som spelat rollen för att höja moralen bland Jokers mannar medan den riktiga Joker fortfarande är sjuk och i behov av botemedlet då Lazarus endast fördröjer Titan-sjukdomen. Joker misstänker nu Batman för att ha stoppat Harley och stulit det men det visar sig istället vara Talia som bundit fast Quinn och lagt beslag på botemedlet. Joker avrättar henne med sin pistol och en strid utbryter innan han hinner få tag på sitt botemedel mellan Batman och Clayface, som besegrad faller i Lazarus källan. Batman dricker av botemedlet och Joker gör ett sista försök att få tag på det men det faller istället till marken. Batman avslöjar att trots allt Joker gjort skulle han ändå ha gett honom botemedlet, vilket får Joker att skratta över ironin i det hela och dör med ett stort leende på läpparna.
Batman bär sin döde ärkefiende ut genom muren då gryningen anländer för att signalera att natten äntligen är över.

## Karaktärer
| Namn                           | Biografi | Röst av                            |
| ------------------------------ | --- | ---------------------------------- |
| Bruce Wayne/Batman             | Spelets huvudperson. Är tränad till den fysiskt yttersta gränsen samt mästare inom flera kampsporter. Använder sig av flera high-tech vapen, som bl.a: Bataranger, Batclawen, Grapple-hooken och spränggelé. Har även två high-techfordon, Batmobilen och Batwingen. Bruce Wayne tillfångatas av Hugo Stranges specialstyrka och förs in i gettot där han beslutar sig för att ta redo på vad som händer i Arkham City. | Kevin Conroy                       |
| Selina Kyle/Catwoman           | Catwoman är både en allierad och fiende till Batman som han aldrig kan lita på. Hennes stora passion är värdesaker som guld och juveler, vilka hon gärna lägger tassarna på. Catwoman tillfångatas efter sin entré i Arkham City av Two-face som väljer att avrätta henne i den gamla domstolsbyggnaden belägen i gettot, så det är upp till Batman att rädda henne. Catwoman är en spelbar karaktär vars mål är att bryta sig in i Hugo Strange valv där alla fångars konfiskerade saker hamnar.                                          | Grey DeLisle                       |
| Tim Drake/Robin                | Robin är Batmans följeslagare och den som tar över när inte ens Batman orkar fortsätta. Han dyker upp för att rädda Batman under spelet men skickas iväg av sin mentor som själv tar på sig ansvaret för Arkham City. | Troy Baker                         |
| Alfred Pennyworth              | Bruce Waynes trogne butler. Alfred håller kontakt med Batman via radio och förser honom med viktig information om vad som händer utanför Arkham City tillsammans med Oracle. | Martin Jarvis                      |
| Barbara Gordon/Oracle          | Jim Gordons dotter och Batmans allierade. En av de få som känner till hjältens hemliga identitet. Efter en tidigare konflikt med Joker som Batwoman, är Barbara nu rullstolsburen. Trots det är hon en värdefull partner och datahacker med tillgång till massvis av information som hjälper Batman under sin vistelse i Arkham City. | Kimberly Brooks                    |
| Joker                          | En av Batmans största och farligaste fiender. Använder sig av ett "Joker Venom" vilket får sina offer att anta ett Joker-liknande grin innan de avlider. Joker är allvarligt sjuk efter användandet av TITAN i slutet på förra spelet. Han tar kontroll över stålverket i Arkham City och försöker till varje pris att finna ett botemedel mot sin sjukdom. Slåss med Penguin och Two-face över kontrollen av Arkham City. Jokers röstskådespelare, Mark Hamill, säger att det här är den sista gången som han ger rösten till karaktären. | Mark Hamill                        |
| Harleen Quinzel/Harley Quinn   | Jokers flickvän och närmaste allierade. Lika galen som han själv, vilket gör henne fruktad i Arkham City. Hon är en skicklig akrobat, vilket hon utnyttjar när hon möter Batman, dock utan större framgångar. Harley får ta hand om det mesta styret av Jokers gäng på grund av sin älskades sjukdom. | Tara Strong                        |
| Talia al Ghul                  | Dotter till Ra's och Batmans älskarinna. Leder Ra's ninjor i Arkham City då denne är för svag för att ta ledarrollen. | Stana Katic                        |
| Ra's al Ghul                   | Eko-terrorist samt ledare för organisationen "League of Assassins". Ra's al Ghul är fast besluten om att Batman är den perfekte arvingen som kan ta över när han själv går bort. | Dee Bradley Baker                  |
| Hugo Strange                   | Fängelsedirektör för Arkham City, som styr stadsdelen med järnhand. Har en del i det mesta som händer i Arkham City då han manipulerar skurkarna mot varandra. Hugo är besatt av Batman och känner också till hans allra viktigaste hemlighet - nämligen Batmans sanna identitet. | Corey Burton                       |
| Oswald Cobblepot/Penguin       | Penguin kommer från en rik engelsk familj som förlorade alla sina pengar på grund av en tvist med Wayne-familjen och hyser därför ett stort agg mot Bruce. Penguin har kontroll över det gamla naturhistoriska museet där han spärrar in många fångar för att lägga till dem i sin samling. Slåss med Joker och Two-face över kontrollen av Arkham City. | Nolan North                        |
| Victor Fries/Mr. Freeze        | Mr. Freeze är en före detta kryo-forskare. Efter en svår olycka i labbet som tog hans frus liv kan Victor inte längre vistas i temperaturer över 0°, och bär därför en slags frysdräkt för att överleva samt ett frysvapen. Han tillfångatas av Joker för att jobba på ett botemedel mot hans sjukdom men tillfångatas sedan av Penguin för att stoppa honom från att rädda Joker. | Maurice LaMarche                   |
| Harvey Dent/Two-Face           | Two-face har svåra brännskador på ena sidan av sin kropp och är sedan dess besatt av tvåfaldiga saker, såsom hans mynt som han singlar vid varje stort beslut han ska ta. Han har kontroll över domstolsbyggnaden i Arkham City. Two-face har ett fiendskap med Catwoman som han tillfångatar för att avrätta och på så sätt få mer publicitet från de andra fångarna. Slåss med Joker och Penguin över kontrollen av Arkham City. | Troy Baker                         |
| Edward Nigma/Riddler           | Riddler är en superintelligent individ och som är besatt av att testa Batman med gåtor för att visa sin överlägsna kompetens. Han förser Batman med flera kluriga gåtor och utmaningar, hämndlysten efter förnedringen han fick ta efter sitt besegrande under Arkham Asylums gång. | Wally Wingert                      |
| Basil Karlo/Clayface           | Basil Karlo är en före detta skådespelare som nu har en kropp byggd av formbar lera, vilket han kan använda för att omvandla sig till vilken annan person som helst utseendemässigt. Clayface sägs befinna sig någonstans i Arkham City men få vet egentligen var. | Rick D. Wasserman                  |
| Solomon Grundy                 | Efter flera svåra försök med kemikalien Lazarus har Solomon Grundy blivit ett gigantiskt Frankenstein-liknande monster, fånge hos Penguin som släpper lös honom för att slåss med Batman. | Fred Tatasciore                    |
| Mr. Hammer och Mr. Sickle      | Två ryska män som satt ihopsatta vid födseln via ena armen, men som efter svåra obduktioner har separerats. Mr. Hammer jobbar nu för Joker medan Mr. Sickle hjälper Penguin. | Fred Tatasciore (H) Steve Blum (S) |
| Bane                           | En av Batmans farligaste fiender, känd för att vara "den som krossade Batman". Bane pumpar upp sig med ett gift och når då övernaturlig styrka och vrede, vilket han använder mot Batman. Efter att användandet av TITAN ökat i Arkham City bestämmer sig Bane för att ta hjälp av Batman för att förstöra alla rester av formuläret. | Fred Tatasciore                    |
| Pamela Isley/Poison Ivy        | Poison Ivy lever för sina växter och plantor, och tvekar därför inte att döda för att rädda växtlivet. Hon har tagit besittning av ett hotell i Arkham City som hon dekorerat med alla sina växter och rötter. Ivy allierar sig med Catwoman för att bryta sig in i Hugos valv och få tillbaka sina sällsynta konfiskerade plantor. | Tasia Valenza                      |
| Jervis Tetch/Mad Hatter        | Jervis är besatt av boken "Alice i Underlandet" och karaktären Mad Hatter däri. Han använder sig av chip för att kunna kontrollera andra fångar i Arkham City i sin pedofilistiska jakt på den rätta Alice. | Peter MacNicol                     |
| Victor Zsasz                   | Zsasz är en av de sinnessjukaste brottslingarna i Arkham City. Han är besatt av att döda människor för att sedan rista in märken på sin kropp för varje offer han har skördat. Han utför telefonmord där han ringer olika telefonkiosker runt om i gettot för att sedan mörda alla han har pratat med. | Danny Jacobs                       |
| Thomas "Tommy" Elliot/Hush     | Tommy är en kirurg och barndomsvän till Bruce Wayne. Han utför mord runtom i Arkham City och skär av sina offers ansikten för att kunna skapa en exakt replika av sin barndomsvän, som han söker hämnd på efter att Bruce doktor-utbildade föräldrar lyckats rädda hans mamma efter ett misslyckat mordförsök på henne under sin barndom för att komma över arvet. | Kevin Conroy                       |
| Julian Day/Calendar Man        | Calendar Man är besatt av kalendern och årets alla dagar. Han hålls fången av Two-face i domstolsbyggnadens källare. Han berättar hemska berättelser för Batman associerat till den månad det är när man spelar spelet. | Maurice LaMarche                   |
| Roman Sionis/Black Mask        | Gangsterkung och ägare av Sionis industrier, som bland annat ligger bakom stålverket i Arkham City som Joker har tagit över. Känd för att vara den enda som lyckats fly från gettot. | Nolan North                        |
| Waylon Jones/Killer Croc       | Hybrid av människa och krokodil som håller till i Arkham Citys kloaksystem. Croc är väldigt stor och stark samt kan också hålla andan under vattnet en lång tid. Hans sylvassa tänder, klor och krokodilskinn gör honom ännu farligare. | Dee Bradley Baker                  |
| Kommissarie James "Jim" Gordon | Far till Barbara, och en av Batmans viktigaste allierade. Hans befogenhet har minskat stort efter att Sharp kom till makten och det är istället Hugo Strange och hans specialstyrka TYGER som styr. | Tom Kane                           |
| Borgmästare Quincy Sharp       | Quincy Sharp är Gotham Citys borgmästare som ligger bakom Arkham City och valde Hugo Strange till fängelsedirektör. Quincy tog åt sig äran för att ha stoppat Joker på Arkham Asylum ön och använde det för att vinna valet som borgmästare. | Tom Kane                           |
| Aaron Cash                     | Före detta vakt på Arkham Asylum, nu under tjänst i Arkham City gettot. Han och ett par andra vakter och doktorer håller till i kyrkan, som fungerar som ett slags sjukhus för skadade fångar. Hugo Strange har nu skurit av alla deras leveranser och gjort även de anställda till fångar. Aaron Cash har en stor rädsla för Killer Croc som en gång bet av hans ena hand. | Duane R. Shepard Sr.               |
| Jack Ryder                     | Reporter som slängs in i gettot efter att ha gjort lite väl närgångna rapporteringar på Arkham City. | James Horan                        |
| Vicki Vale                     | Reporter som undersöker Arkham City och själv hamnar där efter att Joker skjutit ner hennes helikopter som hon använde för att få en närmare syn på vad som försiggår i gettot efter att Bruce Wayne själv hamnat där. | Grey DeLisle                       |
| Azrael                         | En mystisk tempelriddare som skuggar Batman under natten i Arkham City. | Khary Payton                       |

## Nyheter
Flera nyheter tillkommer till Arkham City, bland annat att man nu kan spela sidouppdrag förutom själva huvud-storyn. Flera nya rörelser och attacker går att använda i spelet, samt en större arsenal av Batmans ikoniska vapen. Flera nya och gamla superskurkar gör även ett framträdande i Arkham City, bland annat The Joker, Harley Quinn, The Penguin, Riddler, Two-Face, Ra's al Ghul och Mr Freeze. Catwoman ingår som spelbar karaktär vid köp av ett nytt exemplar av spelet. Spelbar Robin och Dick Grayson går även att köpas i alla versioner av spelet. 

## Mottagande
| Mottagande                         | Mottagande                                         |
| Samlingsbetyg                      | Samlingsbetyg                                      |
| Tjänst                             | Betyg                                              |
| ---------------------------------- | -------------------------------------------------- |
| Gamerankings                       | 96.12% (PS3) 93.88% (X360) 90.43% (PC) 84.88% (WU) |
| Metacritic                         | 96/100 (PS3) 94/100 (X360) 91/100 (PC) 85/100 (WU) |
| Recensionsbetyg                    |                                                    |
| Publikation                        | Betyg                                              |
| 1UP.com                            | A                                                  |
| Electronic Gaming Monthly          | 10/10                                              |
| Eurogamer                          | 9/10                                               |
| Game Informer                      | 10/10                                              |
| Gamepro                            | [ 63 ]                                             |
| Gamesmaster                        | 97/100                                             |
| Gamespot                           | 9/10                                               |
| IGN                                | 9.5/10                                             |
| Official PlayStation Magazine (UK) | 10/10                                              |
| Official Xbox Magazine             | 10/10                                              |
| X-Play                             | [ 69 ]                                             |
| Gamereactor                        | 9/10 7/10 (Wii U)                                  |

Spelet fick ett mycket varmt mottagande. Webbplatserna GameRankings och Metacritic gav genomsnittsbetygen 96,12% och 96/100 till Playstation 3-versionen av spelet, 93,88% och 94/100 till Xbox 360-versionen, 90,43% och 91/100 till PC-versionen, samt 84,88% och 85/100 till Wii U-versionen.

### Försäljning
Av cirka 4,6 miljoner levererade exemplar hade spelet sålts i två miljon exemplar under sin första vecka på marknaden, jämfört med Arkham Asylum, som sålde 4,3 miljoner under hela dess release. Detta gjorde Arkham City till ett av de snabbast säljande spelen någonsin. Den 8 februari 2012 meddelades att över sex miljoner exemplar hade levererats sedan dess release. 
Under den första försäljningsveckan i Storbritannien toppade Batman: Arkham City listan på de bäst säljande spelen på alla plattformar, inklusive Playstation 3- och Xbox 360-listorna, som övertog FIFA 12:s plats. Det blev den fjärde största spellanseringen år 2011 efter FIFA 12, Gears of War 3 och L.A. Noire, och Warner Bros' största brittiska spellansering någonsin, som blev en fördubbling av Arkham Asylums första försäljningsvecka. Det blev det tionde mest sålda spelet år 2011 med cirka tio veckor under dess release, och det 34:e mest sålda spelet år 2012. 
Enligt NPD Group var Batman: Arkham City det näst bästsäljande spelet i USA under oktober 2011, som såldes i 1,5 miljoner exemplar inom samtliga plattformar, det tionde mest sålda i november och det sjunde bästsäljande spelet år 2011 totalt sett. Dessutom tillkännagav speluthyrningstjänsten GameFly att det var det mest efterfrågade spelet år 2011, och som slog ut Call of Duty: Modern Warfare 3.